# Deutsche Beachsoccer-Nationalmannschaft
Die deutsche Beachsoccer-Nationalmannschaft vertritt den DFB, den Dachverband des deutschen Fußballs, bei internationalen Beachsoccerwettbewerben und -turnieren.

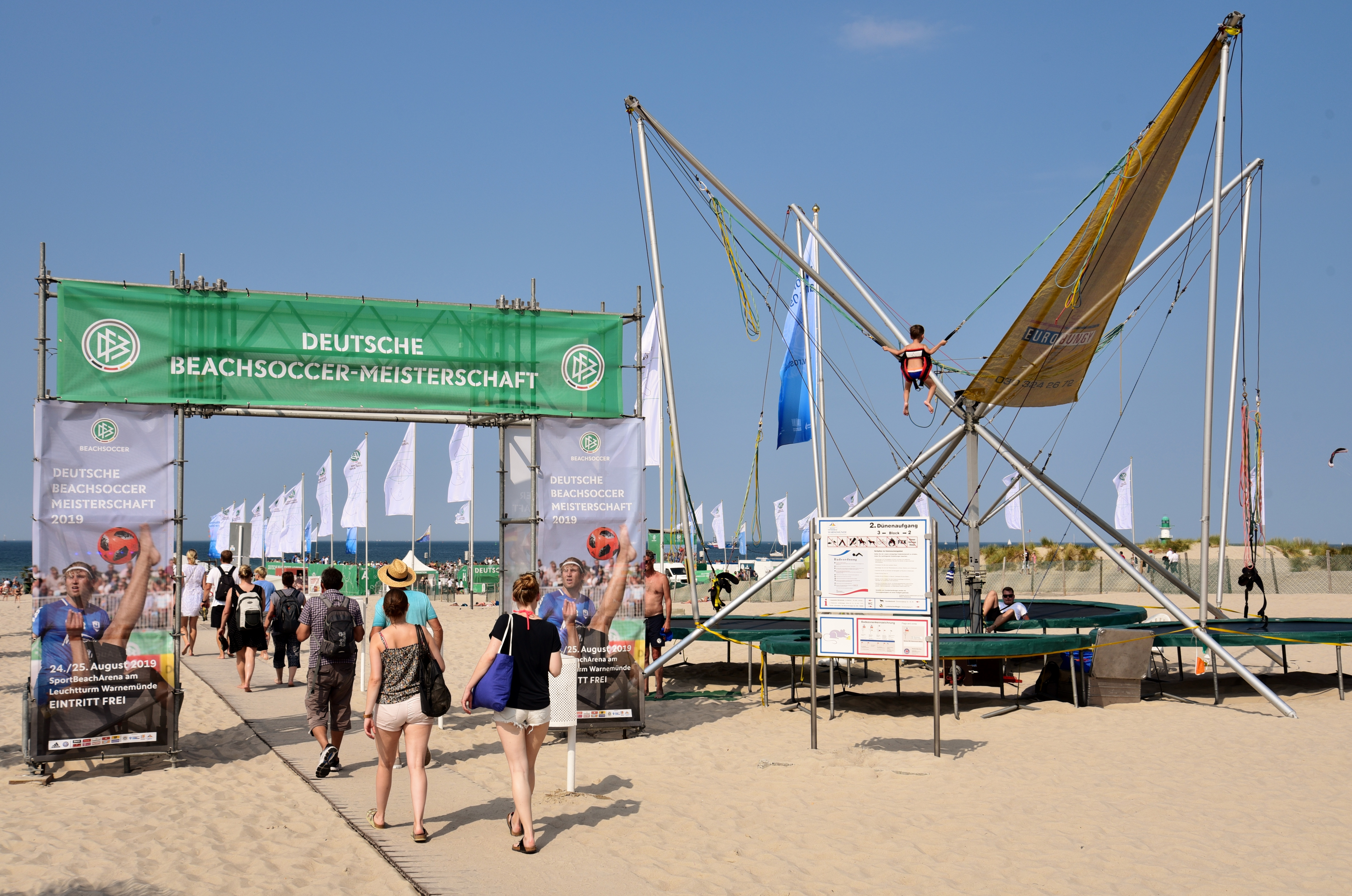
Deutsche Beachsoccer-Meisterschaft.

## Statistik
| FIFA Beachsoccer Weltmeisterschaft Qualifikation (UEFA) | FIFA Beachsoccer Weltmeisterschaft Qualifikation (UEFA) | FIFA Beachsoccer Weltmeisterschaft Qualifikation (UEFA) | FIFA Beachsoccer Weltmeisterschaft Qualifikation (UEFA) | FIFA Beachsoccer Weltmeisterschaft Qualifikation (UEFA) | FIFA Beachsoccer Weltmeisterschaft Qualifikation (UEFA) | FIFA Beachsoccer Weltmeisterschaft Qualifikation (UEFA) | FIFA Beachsoccer Weltmeisterschaft Qualifikation (UEFA) | FIFA Beachsoccer Weltmeisterschaft Qualifikation (UEFA) | FIFA Beachsoccer Weltmeisterschaft Qualifikation (UEFA) | FIFA Beachsoccer Weltmeisterschaft Qualifikation (UEFA) |
| Jahr                                                    | Ergebnis                                                | Gsp                                                     | W                                                       | WE                                                      | WP                                                      | L                                                       | GS                                                      | GA                                                      | Dif                                                     | Pte                                                     |
| ------------------------------------------------------- | ------------------------------------------------------- | ------------------------------------------------------- | ------------------------------------------------------- | ------------------------------------------------------- | ------------------------------------------------------- | ------------------------------------------------------- | ------------------------------------------------------- | ------------------------------------------------------- | ------------------------------------------------------- | ------------------------------------------------------- |
| 2008                                                    | Achtelfinale                                            | 4                                                       | 2                                                       | 0                                                       | 0                                                       | 2                                                       | 15                                                      | 14                                                      | +1                                                      | 6                                                       |
| 2009                                                    | Gruppenphase                                            | 3                                                       | 1                                                       | 0                                                       | 0                                                       | 2                                                       | 14                                                      | 16                                                      | −2                                                      | 3                                                       |
| 2011                                                    | Gruppenphase                                            | 2                                                       | 0                                                       | 0                                                       | 0                                                       | 2                                                       | 5                                                       | 11                                                      | −6                                                      | 0                                                       |
| 2013                                                    | Gruppenphase                                            | 3                                                       | 1                                                       | 0                                                       | 0                                                       | 2                                                       | 4                                                       | 9                                                       | −5                                                      | 3                                                       |
| 2015                                                    | 10. Platz                                               | 8                                                       | 4                                                       | 0                                                       | 0                                                       | 4                                                       | 28                                                      | 21                                                      | +7                                                      | 12                                                      |
| 2017                                                    | 12. Platz                                               | 8                                                       | 2                                                       | 1                                                       | 0                                                       | 5                                                       | 27                                                      | 29                                                      | −2                                                      | 8                                                       |
| 2019                                                    | Achtelfinale                                            | 4                                                       | 1                                                       | 0                                                       | 0                                                       | 3                                                       | 11                                                      | 15                                                      | −4                                                      | 3                                                       |
| Insgesamt                                               | 7/7                                                     | 32                                                      | 11                                                      | 1                                                       | 0                                                       | 20                                                      | 104                                                     | 115                                                     | −11                                                     | 35                                                      |

## Erfolge
- Euro Beach Soccer League
  - Sieger (1): 1998

## Turnier Abschneiden
Siehe: Tabelle unten links
| Weltmeisterschaft        | Weltmeisterschaft              |
| ------------------------ | ------------------------------ |
| Auftritte                | 4 (erstmals 1995)              |
| Bestes Resultat          | 5. Platz, 1995                 |
| Euro Beach Soccer League |                                |
| Auftritte                | 15 (erstmals 1998)             |
| Bestes Resultat          | Sieger, (1998)                 |
| Europameisterschaft      |                                |
| Auftritte                | 5 (erstmals 1999)              |
| Bestes Resultat          | 4. Platz (1998) (2001), (2003) |